# Mythimna mauritiusi
Mythimna borbonensis là một loài bướm đêm trong họ Noctuidae.